# Rebel Extravaganza
Rebel Extravaganza ist das vierte Studioalbum der norwegischen Black-Metal-Band Satyricon. Es erschien 1999 und wurde 2006 von Nuclear Blast mit Bonusliedern von der Intermezzo-EP wiederveröffentlicht.

## Entstehung
Die lange Pause zwischen der Veröffentlichung von Nemesis Divina und Rebel Extravaganza begründete Satyr damit, dass ein gutes Album viel Zeit für das Proben oder das Aufnehmen der Lieder benötige.
Bei der Aufnahme wollte die Band einen „organischen Klang“ erreichen, laut Satyr hoben mehrere Kritiken in norwegischen Zeitungen diesen auch hervor.

## Stil und Inhalt
Der Titel beschreibt das „musikalische und lyrische Konzept und reflektiert auch die generelle Haltung von Satyricon“, obwohl er laut Satyr ein spontaner Einfall war.
Der Stil auf Rebel Extravaganza stellt eine Abkehr vom bisherigen Stil der Band dar und weist Einflüsse aus diversen anderen Genres auf. Anders als auf den vorherigen Alben der Band wird das Keyboard sehr dezent eingesetzt. Das Schlagzeug ist sehr präzise gespielt.

## Rezeption
Das Album „erweitert die Grenzen“ des Black Metal, auch wenn es von großen Teilen der Szene abgelehnt wurde. Ein Rezensent lobt die Einführung von neuen Ideen und komplexen Liedstrukturen, während Leslie Mathew von Allmusic findet, dass jeder, der nicht dazu verpflichtet ist, während des Zuhörens automatisch abschweift.

## Titelliste
1. Tied in Bronze Chains – 10:56
2. Filthgrinder – 6:39
3. Rhapsody in Filth – 1:38
4. Havoc Vulture – 6:45
5. Prime Evil Renaissance – 6:13
6. Supersonic Journey – 7:49
7. End of Journey – 2:18
8. A Moment of Clarity – 6:40
9. Down South, Up North – 1:13
10. The Scorn Torrent – 10:23
11. I.N.R.I. [Deluxe Edition]
12. Nemesis Divina (Clean Vision Mix) [Deluxe Edition]
13. Blessed From Below (Melancholy Oppression Longing) [Deluxe Edition]